# 下瓦尔德豪森
下瓦尔德豪森是德国巴登-符腾堡州的一个市镇。总面积4.11平方公里，总人口283人，其中男性142人，女性141人（2011年12月31日），人口密度69人/平方公里。